# Mimabryna
Mimabryna – rodzaj chrząszczy z rodziny kózkowatych i podrodziny zgrzypikowych. 

## Zasięg występowania
Przedstawiciele tego rodzaju występują na Andamanach, Nikobarach oraz Borneo.

## Systematyka
Do Mimabryna należą 2 gatunki:
- Mimabryna borneotica
- Mimabryna nicobarica